# Małgorzata Flejszar
Małgorzata Flejszar (ur. 31 lipca 1983) – polska lekkoatletka, sprinterka, halowa mistrzyni Polski, medalistka mistrzostw świata juniorów młodszych (1999) i młodzieżowych mistrzostw Europy (2003).

## Kariera sportowa
Była zawodniczką LKS Ziemi Puckiej Puck
Na mistrzostwach Polski seniorek wywalczyła dwa medale: srebrny w biegu na 100 metrów w 2004 i brązowy w biegu na 200 metrów w 2004, na halowych mistrzostwach Polski seniorek zdobyła dwa medale w biegu na 60 metrów: złoty w 2004 i brązowy w 2005.    
Odnosiła sukcesy międzynarodowe w kategoriach juniorskich i młodzieżowych. Na mistrzostwach świata juniorów młodszych w 1999 zdobyła srebrny medal w sztafecie szwedzkiej (z Dorotą Wojtczak, Hanną Wardowską i Magdaleną Uzarską) oraz brązowy medal w sztafecie 4 × 100 metrów (z Dorotą Wojtczak, Dorotą Dydo i Anitą Hennig). Na młodzieżowych mistrzostwach Europy w 2003 wywalczyła srebrny medal w sztafecie 4 × 100 metrów, z czasem 44,51 (z Anną Radoszewską, Darią Onyśko i Dorotą Dydo, a w finale biegu na 100 metrów zajęła 8. miejsce, z czasem 11,66. Startowała także na mistrzostwach świata juniorów w 2000 (w biegu na 100 metrów odpadła w półfinale, w biegu na 200 metrów zajęła 4. miejsce, z wynikiem 23,94, w sztafecie 4 × 100 metrów była szósta) oraz na mistrzostwach Europy juniorek w 2001, gdzie trzykrotnie zajęła 4. miejsce (w biegu na 100 metrów z wynikiem 11,61, w biegu na 200 metrów, z wynikiem 23,67 (rekord życiowy) i sztafecie 4 × 100 metrów. Reprezentowała Polskę w Halowym Pucharze Europy w 2004, gdzie zajęła 5. miejsce w biegu na 60 metrów, z wynikiem 7,38 (rekord życiowy) oraz superlidze Pucharu Europy w 2004, gdzie zajęła 5. miejsce w sztafecie 4 × 100 metrów, z wynikiem 44,62.
21 lipca 2000 wyrównała rekord Polski juniorek młodszych w biegu na 100 metrów, wynikiem 11,72, a 23 lipca 2000 ustanowiła rekord Polski w tej samej kategorii wiekowej w biegu na 200 metrów, wynikiem 23,77.
Rekordy życiowe:
- 100 m: 11,61 (5.07.2003)
- 200 m: 23,67 (21.07.2001)
- 60 m (hala): 7,38 (14.02.2004)